# Werner Warmbrunn
Werner Ernst Warmbrunn (geboren 3. Juli 1920 in Frankfurt am Main; gestorben 19. Juli 2009 in Claremont, Kalifornien) war ein US-amerikanischer Historiker deutscher Herkunft.

## Leben
Werner Warmbrunn wuchs in einer jüdischen Familie auf; er war ein Sohn des selbständigen Chemikers David Warmbrunn (1879–1942) und der Lilly Guckenheimer (1889–1960), er hatte den 1911 geborenen Bruder Hans Warmbrunn (1911–1972), der ebenfalls in die USA emigrierte und dort als Kaufmann lebte, und die Schwester Renata Rewald.
Warmbrunn war als Kind Mitglied im Schwarzen Fähnlein der Jüdischen Jugendbewegung. Nach der Machtübergabe an die Nationalsozialisten 1933 floh die Familie 1936 nach Amsterdam. Warmbrunn besuchte dort das Hervormd Lyceum. Während die Eltern 1940 nach Portugal und von dort in die USA flüchteten, blieb Werner Warmbrunn zunächst in den Niederlanden zurück und besuchte die Quäkerschule Eerde. Ihm gelang 1941 die Überfahrt in die Vereinigten Staaten, und er begann ein Studium an der Cornell University. Nach einem Abschluss als B.A. im Jahr 1943 arbeitete er als Lehrer an Schulen in New Hampshire und in Vermont. Ab 1947 studierte er Geschichte an der Stanford University. Zwischen 1949 und 1952 arbeitete Warmbrunn als Co-Direktor an der Peninsula School in Menlo Park, Kalifornien. Warmbrunn erhielt 1952 die US-amerikanische Staatsbürgerschaft. Von 1952 bis 1964 war er Berater für ausländische Studenten und Verwaltungsdirektor des Bechtel International Student Center der Stanford University. 1955 wurde er an der Stanford University promoviert. Er heiratete 1961 Ellen Croson, sie hatten zwei Kinder. 1964 wurde Warmbrunn Associate Professor am Pitzer College in Claremont; dort wurde ihm die Neueinrichtung von Studiengängen anvertraut. 1966 erhielt er eine Professur für Geschichte. Er forschte zur deutschen Besetzung Belgiens und der Niederlande. 1991 wurde er emeritiert.

## Schriften

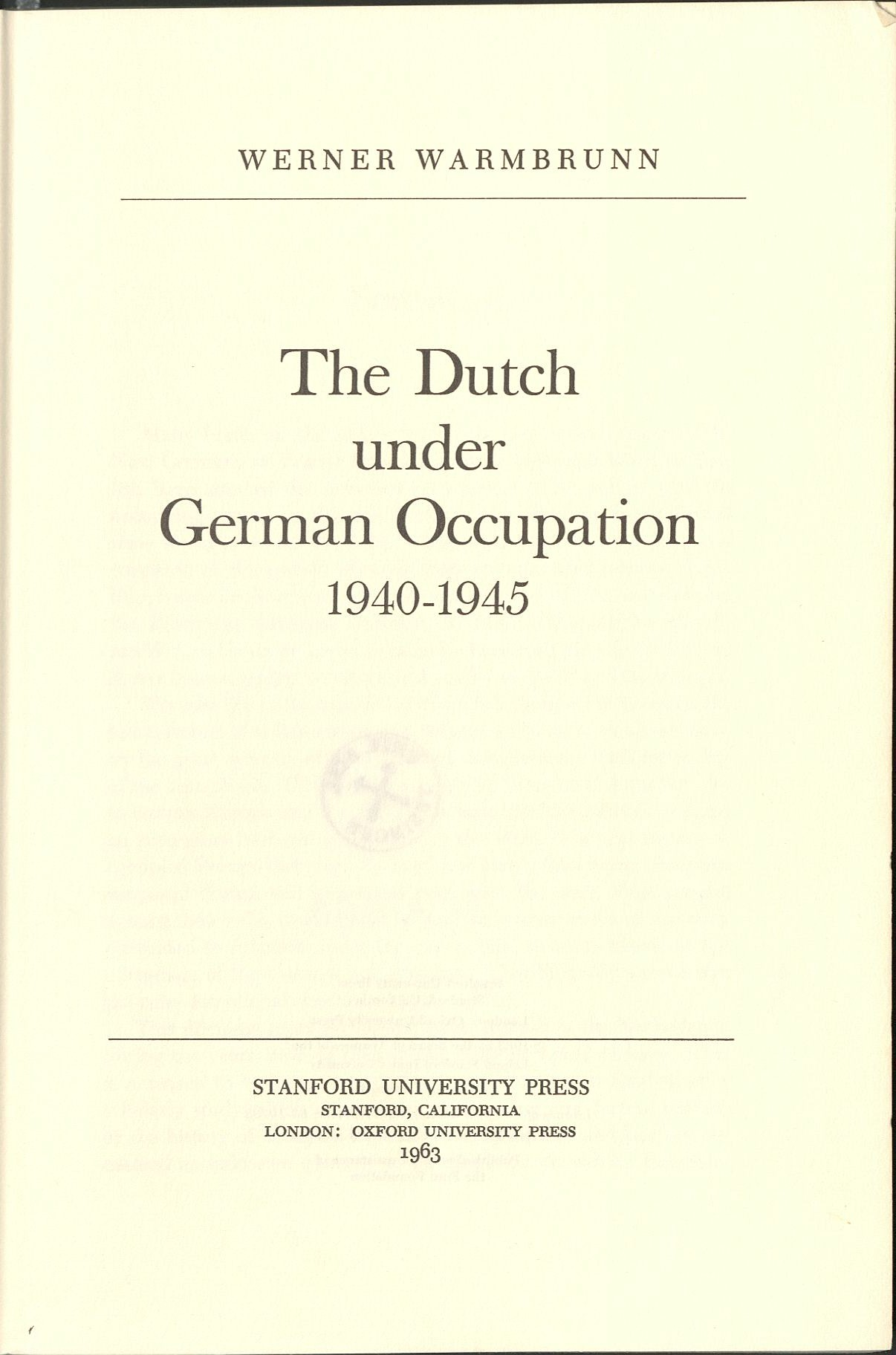
The Dutch under German occupation (1963)

- The Dutch under German occupation 1940–1945. Stanford, Calf. : Stanford Univ. Press, 1963.
- The German Occupation of Belgium 1940–1944. New York : Peter Lang, 1993.